# Giuseppe Pescetti
Giuseppe Pescetti (Castelnuovo Berardenga, 7 luglio 1859 – Firenze, 21 gennaio 1924) è stato un politico italiano.
Laureato in giurisprudenza, avvocato, fu inizialmente repubblicano e nel 1885 creò un'associazione in difesa dei diritti del fanciullo. Successivamente aderì al Partito Socialista Italiano partecipando al congresso di Reggio Emilia del 1893 e prese parte alla nascita di numerosi sindacali e lega operaie toscane.
Il suo nome è strettamente legato alla storia di Sesto Fiorentino: nel 1897, battendo il candidato conservatore uscente Carlo Ginori, divenne il primo parlamentare socialista toscano. Fino al 1921 sedette in Parlamento dimostrando una particolare attenzione alle problematiche legate all'infanzia ed alla povertà.
Personaggio di estrema sinistra, fu anche consigliere comunale di Firenze ed antifascista negli ultimi anni di vita. Morì nel 1924.